# Albert Guyot
Pour les articles homonymes, voir Albert Guyot (pilote) et Guyot.
Albert Louis Marie Guyot, né le 12 octobre 1903 à Paris 12e et mort à Courbevoie le 1er novembre 1985, est un réalisateur et scénariste français. 
Il se rattache au courant de l'Avant-garde cinématographique de l'entre-deux guerres (Mon Paris, A quoi rêvent les becs de gaz, L'Eau coule sous les ponts, Pluie sur la ville, 1927-1930) 

## Filmographie
Réalisateur
- 1927 : Mon Paris
- 1928 : A quoi rêvent les becs de gaz
- 1929 : L'Eau coule sous les ponts
- 1930 : Pluie sur la ville
- 1943 : Cloches de France, (court-métrage)
- 1945 : Bernard père et fils
- 1947 : La Visiteuse, (court-métrage)
- 1950 : L'Enfant des neiges
- 1955  : la vie secrète des visages (court-metrage)
- 1952 : La Mort est peut-être pour ce soir
- 1973 : La Bourgogne, (court-métrage)

Scénariste
- 1937 : Le Capitaine Benoît de Maurice de Canonge
- 1938 : Le Joueur d'échecs de Jean Dréville
- 1939 : Le Café du port de Jean Choux
- 1940 : Le Collier de chanvre de Léon Mathot
- 1941 : Le Valet maître de Paul Mesnier
- 1941 : Cartacalha, reine des gitans de Léon Mathot
- 1945 : Bernard père et fils d'Albert Guyot
- 1950 : L'Enfant des neiges d'Albert Guyot